# Ceratina nigriceps
Ceratina nigriceps là một loài Hymenoptera trong họ Apidae. Loài này được Friese mô tả khoa học năm 1905.